# Dama Tutong
Dama Tutong is een bestuurslaag in het regentschap Aceh Timur van de provincie Atjeh, Indonesië. Dama Tutong telt 1073 inwoners (volkstelling 2010).